# 行橋市立泉小学校
行橋市立泉小学校（ゆくはししりつ いずみしょうがっこう,英語: Yukuhashi City Izumi Elementary School）は、福岡県行橋市泉中央にある公立小学校。

## 概要
33学級、児童数882名（2017年4月時点）。英彦山が源流である今川と祓川に東西を挟まれ、南は豊津町、北は行橋市街地に隣接する場所に設置されている。

## 教育目標・理念
「楽しい学校づくりに努め、自ら学び、たくましく思いやりのある児童の育成をめざす」としている。

## 通学区域
竹並、福原、西福原、柳井田、平島、平島東、竹田、小犬丸、羽根木東、崎野、長江、福富区（1〜3）、西福富、草場、八景山、八重洲町

## 著名な卒業生
- 中山開帆（サッカー選手、ギラヴァンツ北九州所属）[1]

## 交通アクセス
- 美夜古泉駅から徒歩9分
- 南行橋駅から徒歩10分[2]